# Aérodrome de Saint-Ghislain
Het vliegveld Saint-Ghislain (Frans: Aérodrome de Saint-Ghislain) is een klein vliegveld gelegen in Saint-Ghislain, bij Bergen in België. Het heeft een zeer korte landingsbaan (705m lang op 23m breed).